# ساكورا مياواكي
ساكورا مياواكي (باليابانية: 宮脇 咲良) (بالروماجي: Miyawaki Sakura) مغنية وممثلة يابانية وعضوة في فرقة إيه كيه بي48 وفرقة HKT48، ولدت في 19 مارس 1998 في محافظة كاغوشيما، اليابان.
هي عضوة اساسية في مجموعة الفتيات اليابانيه HKT48 ، ومجموعة الفتيات الكورية الجنوبية اليابانية IZONE بعد ان احتلت المرتبة الثانية في البرنامج التلفزيوني Produce 48 وهي نائبة رئيس فريق KIV في HKT48 وعضو سابق متزامن في فريق AKB48 TEAM A.
في الانتخابات العامة لـ AKB48 ، تم انتخابها
كرقم 47 (2012)
رقم 26 (2013)
رقم 11 (2014)
رقم 7 (2015)
رقم 6 (2016)
رقم 4 (2017)
ورقم 3 (2018)
وباعتبارها واحدة من النجوم البارزة في المجموعة، أصبحت هي المركز (المغني والراقص الرائد) لأغنية "AKB48 "Kimi wa Melody" التي تعد واحدة من أعياد الذكرى السنوية العاشرة لـ AKB48 في يناير 2016.
و في عام 2017، جنبا إلى جنب مع Jurina Matsui من SKE48 ، تم اختيار الجيل القادم من aces المعروفين أيضًا باسم JuriSaku ليكونا WCenter (مراكز مزدوجة) لسنقل اكيبي "AKB48 Negaigoto no Mochigusare"
في عام 2018، انضمت ساكورا مياواكي إلى برنامج مسابقات برديوس 48 وتم اختيارها كمركز لأداء أغنية البرنامج «نيكويا». واحتلت المركز الثاني في الفريق الكوري الياباني وأنطلقت في أكتوبر 2018 كعضوة في IZONE مع توقف كل انشتطها في فرقة HKT48 حتي انتهاء عقدها مع فرقة IZONE، في أبريل 2021 انتهى عقدها مع فرقة ايزون وعادت لليابان لأستكمال الترويج كعضوة في HKT48 و AKB48 بعد انتهاء عقدها وخروجها من فرقتي HHT و AKB عادت لكوريا الجنوبية ووقعت عقد مع شركة Source Music تحت شركة hype وتم الإعلان انها العضوة الأولى في فرقة لي سيرافيم التي ترسمت في مايو عام 2022

## أعمالها

### مسلسلات
- دم الغراب بدور الطالبة ماكي توغاوا.[7]

| Majisuka Gakuen 4 |

| Majisuka Gakuen 5 |

| Majisuka Gakuen 0 |

| Crow's Blood |

| Cabasuka Gakuen |

| Tofu Pro-Wrestling |

## روابط خارجية
- ساكورا مياواكي على موقع IMDb (الإنجليزية)
- ساكورا مياواكي على موقع ميوزك برينز (الإنجليزية)
- ساكورا مياواكي على موقع أول ميوزيك (الإنجليزية)
- ساكورا مياواكي على موقع ديسكوغز (الإنجليزية)
- ساكورا مياواكي على موقع قاعدة بيانات الفيلم (الإنجليزية)

## روابط أضافية
- HKT48 Official Profile
- AKB48 Official Profile
- ساكورا مياواكي على غوغل+
- ساكورا مياواكي على تويتر
- ساكورا مياواكي على انستغرام